# 文彼得
文彼得（Peter Man Pei Tak，1982年2月16日—），生於香港，已退役香港足球運動員，司職後衛，持有亞洲足協A級足球教練牌照，現時擔任香港超級聯賽球會香港飛馬助教兼執行董事。

## 球會生涯
文彼得生於香港，於屯門山景邨長大，其家人於邨內經營香鋪。他自11歲開始踢足球，到14歲開始參加球隊。
他中學就讀明愛屯門馬登基金職業先修中學，到1999年在傑志展開職業球員生涯。
2001年，他轉會到澎馬流浪，期間曾擔任隊長。2004年3月7日，流浪在作客中國球會南城地產的甲組聯賽賽事中發生群毆事件，當中文彼得被對方幾個球員追打，使他隨手執起一張摺櫈還擊，因此被判罰停賽3場。
2005/06年賽季尾，文彼得於香港足球明星選舉首度當選香港足球明星。
賽季完結後，文彼得獲得安排自由轉會，遂於夏季轉會當時仍在甲組角逐的老牌球會南華，年度收入達100萬港元。期間他在2007年2月代表南華與日本球會橫濱水手進行比賽。2010年，自陳浩然教練在年尾接掌南華教練一職後，文彼得再度成為球隊正選，表現進步，再次獲得球迷讚許到。
2011年，文彼得的球衣號碼由21號轉換為12號，到2013年夏季文彼得轉會東方，不過傷患不斷。
直到2015年7月，文彼得離隊擔任香港飛馬領隊一職，惟香港飛馬於2016年10月因3名現役球員涉及假波案件被廉政公署拘捕，使球會不得不因此而暫停幾人的職務，人腳調動大受影響下，香港飛馬為了紓緩兵源不足問題，領隊文彼得在球隊的迫切要求下重披2號球衣，重新以球員身份復操一個多月。
2016年10月22日，文彼得在主場對傑志的聯賽恢復註冊並擔任後備，最終他亦未有落場。11月15日，文彼得於以1–1賽和和富大埔的聯賽正選落場。

## 國際賽生涯
文彼得15歲時入選香港青年隊，出戰亞洲足協U16錦標賽。
文彼得在球員生涯曾經多次獲徵召入香港代表隊和香港聯賽選手隊，並獲已故前香港著名教練黎新祥指出文彼得為凍結敵方危險人物的最佳人選，是香港最佳的「凍結專家」。
以無窮體能及壓迫性的防守打出名堂的文彼得於2003年東亞足球錦標賽決賽周的表現令人眼前一亮，賽後獲得日本傳媒正面評價，更被時任日本國家隊領隊薛高點名力讚。
2009年夏季，文彼得於在高雄舉行以12–0大勝關島的2010年東亞足球錦標賽外圍賽開賽4分鐘就為香港先開紀錄，取得首個國際賽入球。
其後文彼得在2011年入選香港隊參加第34屆省港盃，最終其防守表現獲球迷讚賞，並在互射十二碼階段射入一球，協助香港第14次奪得冠軍。

## 教練生涯
2019/20球季，香港飛馬銳意革新，除了羅致13名新兵，主教練一職亦由領隊文彼得擔任，是他首次執掌一隊教鞭。

## 個人生活
文彼得與朱兆基和羅志焜合資於尖沙咀寶勒巷開設囍點心餐廳，其後因為經營困難已經賣盤。
2005年及06年，文彼得擔任明愛清新空氣大使，學校體育大使及「睇波·不賭波」大使。
2006年，文彼得與英皇娛樂簽下藝人合約，同年由於文彼得轉會到羅傑承管理的南華，他與英皇娛樂解約，與分屬羅傑承管理的博美娛樂集團有限公司簽約，獲羅傑承揚言打造文彼得成為港版碧咸。
2009年，文彼得以客串身份參與由無線電視製作的《南華夢飛翔》的演出，到2010年文彼得與陳肇麒出任Jockey新一系列內衣褲JockeyR Sport Microfiber Active代言人。同年文彼得與同屬南華隊友梁倬軒、李威廉、郭建邦和陳肇麒組成樂隊RED FORCE，並於2011年1月推出了首張迷你專輯《紅色力量》，所有收益不扣除任何成本下全數撥捐保良局足球發展基金。
2017年10月26日，文彼得與女友Alice結婚，於尖沙咀金域假日酒店擺設婚宴。2018年6月12日，文彼得太太誕下一子。

## 榮譽
南華
- 香港甲組足球聯賽冠軍（2006–07、2007–08、2008–09、2009–10、2002–13季度）
- 香港聯賽盃冠軍（2007–08、2010–11季度）
- 香港高級組銀牌冠軍（2006–07、2009–10季度）
- 香港足總盃冠軍（2006–07、2007–08、2010–11季度）

東方
- 香港足總盃冠軍（2013–14季度）
- 香港高級組銀牌冠軍（2014–15季度）

## 外部連結
- 香港足總球員資料 （页面存档备份，存于）